# Chronologie des faits économiques et sociaux dans les années 1510
Chronologie de l'économie
Années 1500 - Années 1510 - Années 1520

## Événements
- 1510 : première mention de pêche à la morue dans les archives normandes ; des marins de Dahouët vendent à Rouen du poisson de « Terre Neusve ». Des morues sont vendues à Bordeaux dès 1517[1]. Des morues sont séchées sur les galets du Sillon à Saint-Malo en juin 1519[2].
- 1510-1560 : l’indice des prix parisiens passe du niveau 100 autour de 1510 à 606 autour de 1580, soit un taux d’inflation de 2,6 % par an[3].
- 1513 : nouvelle définition autorisée de l’usure, au concile de Latran : « Il faut entendre par usure le gain et le profit réclamés sans travail, sans dépenses, ou sans risque, pour l’usage d’une chose qui n’est pas productive. » (cette nouvelle définition autorise en fait le prêt à intérêt par des Chrétiens, revenant sur l'interdit affirmé par plusieurs précédents conciles)[4].
- 1514 : 3 700 000 livres de taille sont levées par an en France jusqu’en 1546[5]. Début de l’émission de testons d’argent à l’effigie royale pour financer les guerres d'Italie[6].

- 1515 : 4041 officiers minimum dans le royaume de France. 8 à 9000 en 1547. 50 000 en 1665. Leur proportion dans la population passe de 1,1% à 13% de 1515 à 1665[7]. La France verse 90 tonnes d’argent au roi et à ses agents[8].

- 1515-1535 : Antoine Duprat, chancelier de France[9]. Il lance une politique protectionniste destinée à encourager l’industrie nationale et à freiner les pertes d’or et d’argent[10].

- 1516 :
  - d'origine ibérique, le mot « nègre » est attesté en français pour désigner une « personne de couleur noire ». Frédéric Godefroy signale son apparition pour la première fois dans le récit de voyage des frères Parmentier[11].
  - la première cargaison importante d'indigo arrive en Europe importée des Indes par Duarte Barbosa[12].
  - à l'issue du concordat de Bologne François Ier obtient de Léon X l’autorisation de lever des décimes sur le clergé pour organiser une croisade contre les Turcs. Un département des décimes du clergé de France est mis en place [13].
- 1517 : 
  - crise économique en Espagne à la suite de la diminution des arrivées d'or du Nouveau Monde ; elle est accentuée par une succession de mauvaises récoltes (1518-1520) qui entraine une brusque augmentation des prix[14].
  - commission d’enquête royale pour mesurer les effets du mouvement des enclosures en Angleterre (1517, 1548, 1566, 1607) ; vers 1600, environ 47% de la superficie agricole est enclose[15].
  - le juriste István Werbőczy (en) publie à Vienne un code de droit coutumier, le Tripartitum (en), qui affirme l’égalité des barons et des nobles et fixe les règles du servage des paysans. Ce code reste jusqu’en 1780 le fondement de la Hongrie nobiliaire[16].
- 1518 :  pour assurer son monopole, Venise exige des transporteurs au départ de Candie, de Napoli di Romania, de Corfou et de Dalmatie, qu’il ne puissent quitter lesdits lieux sans constituer des dépôts, garantissant que leurs marchandises seraient emmenées à Venise. L’Istrie, oubliée par le règlement, passe en franchise des étoffes de basse qualité fabriquées en Istrie et en Dalmatie qui sont débitées à la foire de Recanati[17].

## Démographie
- 1514 : à Hispaniola, 64 hommes sur 684 ont épousé une indienne[18].
- 1515 : il ne reste plus que 15 000 Indiens à Haïti, et cinq cents seulement en 1550. Un rapport de 1650 affirme que tous les Arawaks et leurs descendants ont disparu à Haïti[19].
- 1518 : 25 millions d’amérindiens vivent au Mexique (816 000 en 1650)[20]. En 1519, la capitale de l’Empire aztèque Tenochtitlán compte 200 000 habitants. Le place du grand marché de Tlatelolco, ville jumelle de Tenochtitlán, attire quotidiennement jusqu’à 60 000 personnes[21].
- Venise retrouve sa population d’avant la peste noire (120 000 habitants).